# Sibyllinische Orakel

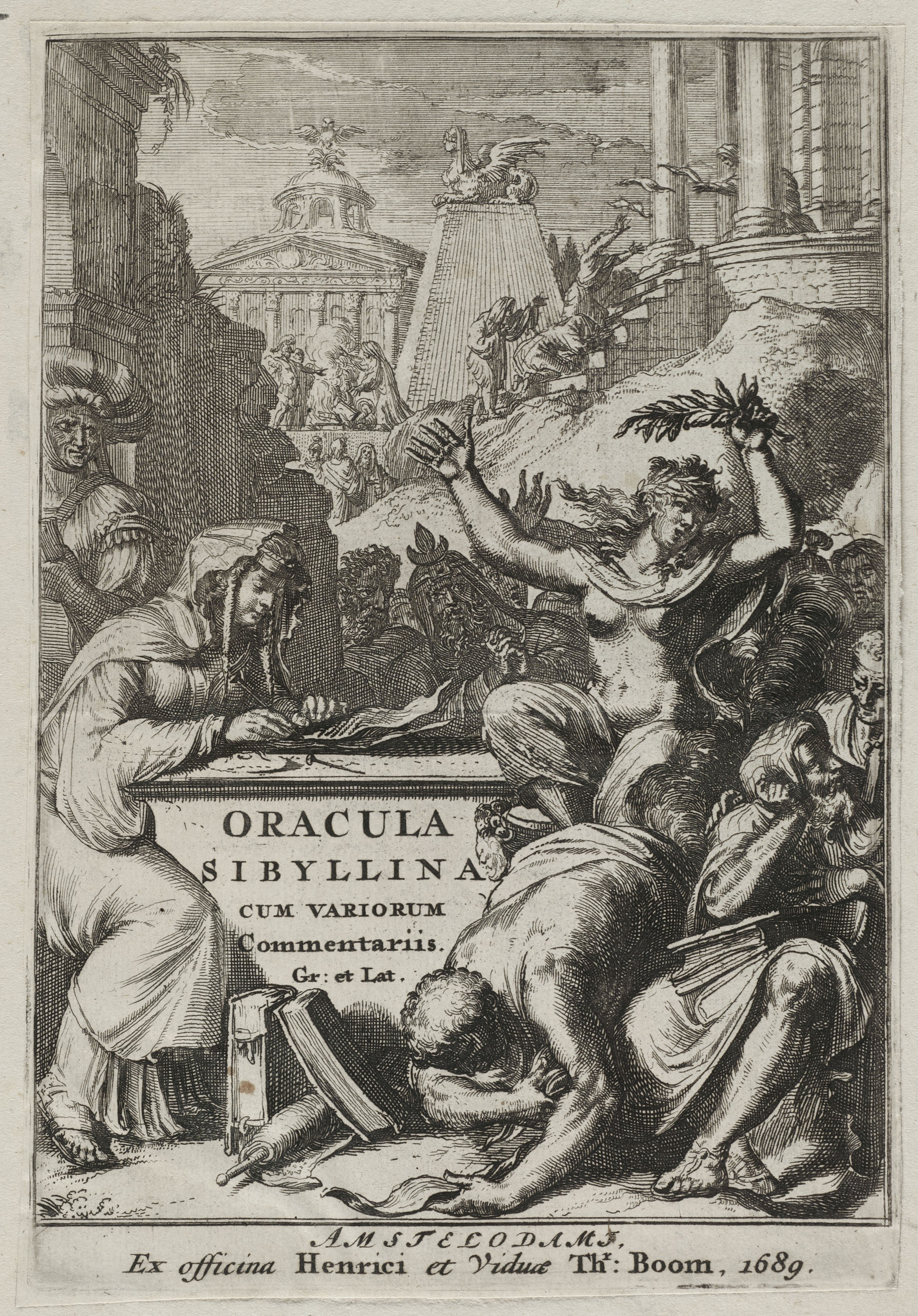
Titelbild

Die Sibyllinischen Orakel (griechisch Χρησμοὶ Σιβυλλιακοί Chresmoi Sibylliakoi, lateinisch Oracula Sibyllina, deutsch auch Sibyllinische Weissagungen) sind eine im 6. Jahrhundert zusammengestellte Sammlung von vermeintlich prophetischen Schriften in griechischen Hexametern, die auf jüdische, christliche und heidnische Quellen von 150 v. Chr. bis 300 n. Chr. zurückgeht. Sie sind nicht identisch mit den römischen Sibyllinischen Büchern.

## Inhalt, Datierung und Ursprung der Sammlung
Die Sammlung besteht aus zwölf Büchern, die als Bücher I-VIII und XI-XIV nummeriert werden. Das fehlen der Bücher IX und X ist auf die Textüberlieferung der Handschriften zurückzuführen, von denen es zwei Sammlungen gibt. Die erste besteht aus zwei Gruppen, die mit Φ und Ψ bezeichnet werden. Diese enthalten die Bücher I-VIII. Die zweite Sammlung besteht aus der Gruppe Ω die die Bücher IX-XIV umfasst. Da aber die Bücher IX und X mit den Büchern IV und VI identisch sind, werden sie ausgelassen, womit sich die geläufige Zählung ergibt.

### Allgemeine Inhalte und Schwerpunkte
Charakteristisch sind die Städte- und Völkerverfluchungen. Diese sind in der gesamten Sammlung wahllos aneinandergereiht. Es soll eine gewisse geografische Weite dargestellt werden, die durch Listen von Ländern, Königen und Städten verdeutlicht werden soll. Wichtig sind auch die klassischen Inhalte der jüdischen Ethik, die meist mit einer Drohung des Gerichts verbunden ist, wenn gegen sie verstoßen wird. In der gesamten Sammlung ist immer wieder der Gerichtsgedanke im Zusammenhang mit verschiedenen Naturkatastrophen und der Errettung der Frommen zu finden. Dabei spielt auch der Vergeltungsgedanke sowie die Vernichtung des Feindes eine tragende Rolle. Immer wieder tauchen auch Endzeitfiguren oder der Antichrist auf, ebenso apokalyptische Zeitmaße. Typisch ist auch das Bild des heilbringenden Königs aus dem Osten. Mehrmals werden auch gewisse Abfolgen der Weltalter und Zeiten genannt, wie zum Beispiel 5 Geschlechter, 10 Generationen oder die 10. Epoche als Endzeit.
Motivschwerpunkte sind:
- Die Legende um Kaiser Nero, als Nero Redivivus

- Ablehnung des heidnischen Götzen- und Opferdienstes

- Der Hass auf Rom

- Geografische Bezugsschwerpunkte: Ägypten, Memphis und Alexandria

- Der Turmbau zu Babel[2]

### Bücher I–II
Die Bücher I–II haben eine jüdische Grundlage, sind aber stark christlich überarbeitet. In den Handschriften werden diese beiden Bücher als eine Einheit angesehen. Die ältesten Teile dieser beiden Bücher werden zwischen 30 v. Chr. und 70 n. Chr. datiert. Neben den christlichen Überarbeitungen wird auch ein weiterer jüdischer Redaktor angenommen, der unter anderem in Ägypten verortet werden kann.

#### Buch I
Buch I beginnt mit der Schöpfungserzählung. Zuvor sagt die Sibylle, dass sie sowohl Vergangenheit, Gegenwart und Zukunft kenne und dies verkünden will. Nach der Schöpfung wird die Geschichte der einzelnen Menschengeschlechter dargestellt. Beide Abschnitte lehnen sich stark an die Genesis der Septuaginta an. Es wird in zehn Geschlechter, bzw. zehn Weltalter eingeteilt. Der Aufbau ist derselbe wie bei Hesiod in Werke und Tage. Parallelen gibt es auch zum apokryphen Henochbuch. Dabei gibt es fünf Geschlechter vor der Sintflut und fünf danach. Die ersten fünf sind dem moralischen Verfall unterworfen, wobei das fünfte Geschlecht das schlimmste ist. Die Menschen dieser Zeitalter sind nicht schuldlos, weshalb sie in den Hades hinab müssen. Diesem Geschlecht gehört nur ein Gerechter an, Noah. Dieser hält dann zwei Bußpredigten, die aber keine Wirkung entfalten. Daran anschließend wird die Sintfluterzählung selbst thematisiert. Nachdem die Welt von der Flut geläutert worden ist, kommt das sechste Geschlecht und mit ihr ein neuer Anfang. Diesem Geschlecht gehört die hier erzählende Sibylle selbst an, da sie sich als eine der Schwiegertöchter Noahs identifiziert. Diese Generation lebt ohne zu altern und der Tod ist für sie ein friedliches einschlafen. Das nächste Geschlecht ist jenes der Titanen, die übermütig sind. Der Text über das achte und neunte Zeitalter ging verloren. Erst im Buch II wird vom zehnten, letzten Geschlecht berichtet. Hier werden böse Zeichen genannt, die eine Zeit der Not und Drangsal ankünden. Es wird gegen das heidnische Rom polemisiert. Heil gibt es nur für die Rechtgläubigen, wobei am Ende Frieden auf Erde sein wird.
Danach folgt eine Erzählung der wichtigsten Handlungen von Jesus Christus. Die Schilderung seiner Geburt ging verloren. Deshalb setzt Buch I mit den Hl. Drei-Königen fort. Danach folgt Johannes der Täufer, dessen Wirken und Tod erwähnt wird. Direkt danach folgt das Leiden und die Himmelfahrt Christi. Am Ende von Buch I wird gegen das Volk Israel geweissagt, dessen Herz trotz der Verkündigung Jesu verstockt blieb. Dabei wird die Zerstörung des Tempels in Jerusalem vorausgesagt sowie die Vertreibung der Juden aus dem Land.

#### Buch II
Zu Beginn wird mit einigen eschatologischen Bildern fortgesetzt. Obwohl zahlreiche falsche Propheten erscheinen, trotz aller Not und Verfolgung werden am Ende die Hebräer den Sieg erringen. Dies wird im Bild der Rückkehr der Juden aus dem Osten ausgedrückt, ein sehr beliebtes in der jüdischen Apokalyptik. Ebenfalls jüdisch ist das Bild des Thesbiten der vom Himmel kommt, als Zeichen des Untergangs.
Anschließend folgt die Schilderung des Weltengerichtes und des Weltenbrandes. Dabei werden alle von den Engeln vor Gott geführt, wobei die Namen der Engel aus dem Henochbuch stammen. Die Pforten der Unterwelt werden von Uriel aufgesprengt, Christus thront zur Rechten Gottes, auch die jüdischen Erzväter und die Propheten sind anwesend. Dabei wird auch das Purgatorium und die Hölle erwähnt, ebenso eine Liste in der die Sünder eingetragen sind. Daran schließt die Beschreibung der ewigen Glückseligkeit an, dem Ort der Gerechten. Hier findet sich auch die Vorstellung, dass die Gerechten für jene im Purgatorium beten und diese so erlöst werden.
Den Abschluss bildet eine Klage der Sibylle. Sie erwartet mit Angst das Gericht und verweist auf ihr eigenes, sündhafte Tun.

### Buch III
Buch III ist nach der Mehrheit der Forscher das älteste Stück der Sammlung, und rein jüdischen Ursprungs. Die Hauptstücke sind ins zweite Jahrhundert vor Christus zu datieren. Die Verse 1–96 gehören ursprünglich nicht zum Buch III, sondern dürften der Abschluss eines anderen, verlorenen Buches sein.
In den Versen 1–96 finden sich einige politische Anspielungen. So wird auch das zweite Triumvirat in Rom angedeutet sowie die Machtübernahme Roms in Ägypten. Die Figur des Gottesfeindes Beliar, der aus Sebaste kommen wird, erinnert an Antiochus IV. Mit Vers 97 setzt nun das eigentliche Buch III ein, in dem sich das Judentum mit der hellenistischen Welt auseinandersetzt, die sich zum Gott Israels bekehren soll. Es beginnt mit dem Turmbau zu Babel, dem vermutlich einmal die Sintfluterzählung vorausging. Darauf folgt die Erzählung der Herrschaft von Kronos, Titan und Iapetos, die Bezüge zur Theogonie von Hesiod aufweist. Diese Götter werden hier aber zu Menschen umgestaltet, vermutlich um gegen die Vielgötterei anzukämpfen. Zwischen Titan und Kronos bricht dann ein Kampf aus, der im Buch als erster Krieg der Menschheitsgeschichte angesehen wird. Daran schließt die Erzählung der Abfolge der Weltreiche an, wie sie auch im Buch Daniel (Dan 7,17) zu finden ist. Danach wird die Weltgeschichte aus dem jüdischen Standpunkt kurz überblickt, wobei der Tempel Salomos und seine Herrschaft als König den Höhepunkt bilden. Daran werden einzelne Drohsprüche aneinander gereiht. Ein Neuansatz erfolgt mit Vers 295. Dort werden wieder Drohsprüche, vor allem gegen Babylon und Ägypten, aber auch gegen andere Völker, die Israel bedrohen aneinandergereiht. Darauf auch Drohungen gegen andere europäische und asiatische Städte, unter anderem auch Rom. Die folgenden Abschnitte greifen ältere Orakel auf. So wird die phrygische Flutsage aufgegriffen, ebenso die Herrschaft und der Fall von Rhodos. Ebenfalls älteres Gut bildet der Bericht vom Versinken der Insel Kyrnos und Sardo, in dem aus dem Gott Poseidon schlicht der Gott Israels gemacht wird. Auf weiteren Drohsprüchen wird dann die Unterwerfung der Griechen angekündigt, da damals viele als Sklaven verschleppt wurden. In diesem Zusammenhang wird der Monotheismus betont und das gerechte Tun Israels gepriesen. Ab Vers 652 erfolgt die Schilderung des messianischen Zwischenreiches, indem Gott einen König entsenden wird, der Glück und Segen bringt und Friedensfürst genannt wird. Hier lassen sich auch Verbindungen zum Buch Ezechiel (Ez 38,20f) herstellen. Dann wird in besonders Eindrucksvoller weise das Reich Gottes verkündet, wobei biblische Gedanken aufgegriffen werden, vor allem aus dem Buch Jesaja (Jes 11,6ff). Dieses Reich bildet dann das goldene Zeitalter. Diese Verkündigung schließt mit der Schilderung einiger Vorzeichen für das Weltende. Den Abschluss dieses Buches bildet ein Epilog der Sibylle.

### Buch IV
In der überlieferten Gestalt ist das Buch in den achtziger Jahren des ersten Jahrhunderts aus der Feder eines jüdischen Verfassers entstanden.
In den Versen 116 und 125f. finden sich Hinweise auf die Zerstörung des Jerusalemer Tempels (70 n. Chr.); die Verse 130–136 spielen auf den Ausbruch des Vesuvs im Jahre 79 n. Chr. an. Der Verfasser hat wahrscheinlich in den Versen 49–101 eine aus dem dritten vorchristlichen Jahrhundert stammende Passage heidnischen Ursprungs aufgenommen, in der die Weltgeschichte in vier Weltreiche mit insgesamt zehn Generationen eingeteilt wird. Zu Beginn der zehnten Generation wird die Weltherrschaft Makedoniens genannt, die auch auf Alexander den Großen gedeutet werden kann. Diese Herrschaft wird dann aber laut Weissagung Rom übernehmen.
In diesem Buch kommt auch die Gestalt des Nero Redivivus vor, der als Muttermörder betitelt wird. Erwähnt wird auch der Trojanische Krieg und der Feldzug des Xerxes gegen die Hellenen angekündigt. Weitere historische Bezüge sind der Peloponnesische Krieg und ein Ätnaausbruch, vermutlich im Jahr 497/98. Abschluss bildet eine detaillierte Schilderung des Weltenbrandes, einhergehend mit der Auferstehung der Toten und dem Gericht.

### Buch V
Buch V bietet recht unterschiedliche und nur wenig miteinander verbundene Orakelsprüche. In seinen Hauptstücken ist es um 100 n. Chr. entstanden. Es dürfte jüdischen Ursprungs sein, geographisch aber in Ägypten entstanden, wobei es einen christlichen Einschub in den Versen 256–259 aufweist. Es enthält eine Liste der römischen Kaiser von Cäsar bis Hadrian, die mit symbolischen Zahlen (→ Gematrie) oder Initialen bezeichnet werden. Weiter finden sich darin Weissagungen gegen Völker oder Städte, vor allem gegen Ägypten und Rom und es wird in den Versen 256–259 von einer messianischen Gestalt erzählt, die aus dem Hebräergeschlecht stammt und seine Hände am Kreuz ausstreckt. Auch die Figur des Nero Redivivus wird dreimal aufgegriffen. Ältere Orakel, die sich auf Kleinasien beziehen, werden ebenfalls verwendet, wenn es um die Diadochenkämpfe geht, oder die Einwanderung der Kelten nach Kleinasien.
Es endet mit einem Abschnitt über den Krieg zwischen einzelnen Sternen, der von astrologischen Vorstellungen geprägt ist. Der Ursprung ist hellenistisch und der gesamte Abschnitt ist eigenständig, da er nur lose mit dem restlichen Buch verbunden ist.

### Bücher VI–X
Die Bücher VI–VIII sind rein christlichen Ursprungs; die Bücher IX und X wiederholen nur Stoff aus den anderen Büchern und fehlen daher in den Textausgaben.

#### Buch VI
Das VI. Buch ist mit 28 Versen das kürzeste und enthält einen Christus-Hymnus. Es handelt sich um christliche Poesie, die nicht genau datiert werden kann; vermutlich ist dieser Hymnus im 2. Jh. n. Chr. entstanden. Inhaltlich geht es um die Menschwerdung Jesu Christi sowie sein Wirken und Leiden hier auf Erden. Ein Schwerpunkt ist der Kreuzestod der als Verherrlichung am Ende dargestellt wird. Das Buch VI wurde später von zahlreichen Autoren zitiert.

#### Buch VII
Der Text dieses Buches ist sehr schlecht erhalten, weshalb es hier die meisten Unklarheiten gibt. Immer wieder werden hier gnostische und judenchristliche Inhalte vermutet, können aber nicht bewiesen werden, sind vielmehr unwahrscheinlich. Mit Sicherheit kann gesagt werden, dass die heutige Fassung christlich ist. Auch daher ist eine genaue Datierung fast unmöglich, kann aber um das 2. Jh. n. Chr. eingegrenzt werden. Das Buch wird auch als mystisch beschrieben, wodurch es sich vom Rest der Sammlung abhebt. Inhaltlich ist es oft unverständlich und vom Charakter her sehr dunkel.
Dieses etwas seltsam wirkende Buch wurde von einem Monotheisten geschrieben, da er immer wieder gegen den Götzendienst auftritt (VV 14-15; ab 129) Es wird auch auf historische Ereignisse Bezug genommen, wie die Partherkriege und der Aufstieg Roms mit den Niedergang Makedoniens, der Unheil bringen wird (ab V 108). Es dürften auch ältere Sprüche verwendet worden sein, so werden auch Drohungen gegen das Keltenland ausgesprochen (ab V 96). Verbindungen zum Judentum gibt es dahingehend, dass von falschen Propheten gesprochen wird, die sich als Hebräer ausgeben (ab V135). Darauf folgt die Schilderung der Taufe Jesu am Jordan (ab V 66). Daran anschließend folgt die Schilderung einer seltsamen Weihehandlung, die gnostische Züge aufweist. Dabei soll eine Taube entsendet werden, die ein Symbol für den Logos und damit ein Verweis auf die Taufe Christi ist (ab V 76). Am Ende des Buches wird wieder die Vorstellung des Weltenbrandes aufgegriffen (ab V 118). Abschluss bildet ein Epilog der Sibylle, die sich dort als Heidin ausgibt, die das Wort Gottes nicht hörte und viele Frevel beging.

#### Buch VIII
Dieses Buch gleicht einem Sammelsurium an sibyllinischen Texten, das deutlich ungeordnet erscheint. Umstritten sind vor allem die Verse 1–125, insbesondere dahingehend, was an ihnen jüdisch und was christlich ist. Es liegt nahe, dass ein bestehender, jüdischer Text um 175 n. Chr., dann eingefügt und christlich überarbeitet wurde (3. Jh. n. Chr.).
Zu Beginn geht es um die Weltreiche nach dem gescheiterten Turmbau zu Babel. Die daran anschließende Erzählung über den Ursprung von Unheil, Habsucht und Unverstand gilt als eine eigenständige Erzählung, die eingefügt wurde. Getadelt wird die Gier nach Gold und Reichtum sowie die Ausbeutung der Armen. Auch werden Drohungen gegen Rom gerichtet, dem der Untergang prophezeit wird. Danach werden einige historische Ereignisse und Personen aufgegriffen, wie zum Beispiel Kaiser Hadrian und den Bar-Kochba-Aufstand. Daher dürfte dieser Abschnitt auch von einem jüdischen Autor stammen, der die Niederwerfung seines Volkes nach diesem Aufstand nur schwer verkraftete. Danach taucht wieder die Figur des Nero redivivus als Muttermörder auf, ebenfalls im Kontext des Weltuntergangs. Es folgt eine Betrachtung über den Tod, der alles ausgleicht und eine weitere, aber lückenhafte Drohung gegen Rom. Daran schließt sich ein eschatologische Bild, in dem wieder Nero implizit aufgegriffen, aber nicht direkt genannt wird. Dies ist durch die Anspielung auf den Versuch des Isthmusdurchstiches erkennbar. Die daran gereihten Drohungen gegen einzelne Inseln und Städte sind an ältere Texte angelehnt. Danach ist wieder von einem römischen Schreckensherrscher die Rede, wieder Nero. Es wird aber ein Heiliger Herrscher kommen und das Zepter über die ganze Erde übernehmen, nach der Auferstehung der Toten. Daran schließt das eschatologische Bild von der Herrschaft des Weibes an, das christlichen Ursprungs sein dürfte.

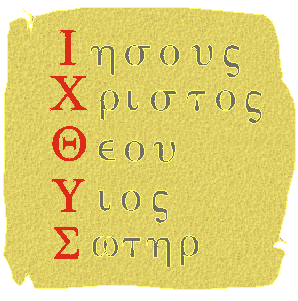
Beispiel eines Akrostichon. Jesus Christus, Gottes Sohn, Heiland ergibt vorne das Wort Fisch.

Hauptteil des Buches bildet das berühmte Akrostichon. Wenn man die Anfangsbuchstaben jeder Zeile aneinanderreiht, ergibt dies den Spruch: ΙΗΣΟΥΣ ΧΡΕΙΣΤΟΣ ΘΕΟΥ ΥΙΟΣ ΣΩΤΗΡ ΣΤΑΥΡΟΣ (Jesus Christus, Gottes Sohn, Heiland, Kreuz). Die Anfangsbuchstaben dieses Akrostichons, ergeben ein weiteres, nämlich: ΙΧΘΥΣΣ (Fisch). Es handelt sich also um ein doppeltes Akrostichon. Dieses wurde später immer wieder zitiert.
Auf das Akrostichon folgt ein christologischer Abschnitt über das irdische Leben Jesu Christi. Hier werde auch Inhalte aus dem apokryphen Petrusevangelium aufgegriffen (V 296). Der Abschnitt ist weniger prophetisch als vielmehr eine Lehr- oder Mahnrede. Es folgt wieder ein eschatologisches Bild vom Weltuntergang die stark an Buch I/II erinnern. Im darauf folgenden Abschnitt spricht durch die Sibylle Gott selbst. Es geht hier vor allem um die Allmacht und Allwissenheit Gottes. Es folgt ein besonderes Stück, wieder über die Allmacht Gottes, der zusammen mit dem Logos den Menschen schuf, das mit der Verkündigung Mariens, der Menschwerdung und der Anbetung der Hl. Drei Könige hymnenartig abschließt. Abschluss des Buches bilden einige Mahnungen an ein gutes christliches Leben, insbesondere das Darbringen gerechter Opfer.

### Bücher XI–XIV
Mit einigen wenigen Ausnahmen sind diese Bücher deutlich weltlich-politisch geprägt. Es tritt somit wieder die ursprünglich heidnische Sibylle hervor. Stilistisch werden sie als eher mangelhaft bewertet. Als Entstehungsort wird Ägypten oder Alexandrien als am Wahrscheinlichsten angesehen. Besonders die Bücher XII–XIV weisen einen ähnlichen Stil auf und dürften gemeinsam verfasst worden sein. Ein christlicher Autor oder Redaktor wird bei all diesen Büchern als unwahrscheinlich angesehen. Es wird davon ausgegangen, dass sie von jüdischer Herkunft sind. Auffallend ist, dass diese vier letzten Bücher besonders romfreundlich sind. Buch XI dürfte bereits um die konstantinische Wende 313 entstanden sein, während die Bücher XII-XIV in das 7. Jh. n. Chr. datiert werden.

## Wertung als historische Quelle
Die Bücher des Sibyllinischen Orakels können trotz ihrer Überarbeitungen als Quelle kultureller Information, zur Deutung des Religionsverständnisses und zur Interpretation von politischen Ereignissen ihrer Entstehungszeit in den orientalischen Provinzen des Römischen Reiches herangezogen werden.

## Spätantike und mittelalterliche Fassungen
Christliche Autoren seit der Spätantike betrachteten die Sibyllen als Prophetinnen. Im Mittelalter erfuhren die Orakelschriften in zahlreichen Fassungen große Verbreitung. Die bedeutenden Traditionslinien des Sibyllinischen Orakels waren:
- Die Tiburtinische Sibylle (lat. Sibylla Tiburtina) geht auf ein griechisches Vorbild zurück und entstand im südlichen Italien des 11. Jahrhunderts. Mehr als 130 Handschriften in lateinischer Sprache sind allein von dieser Sammlung überliefert; 30 davon datieren von vor 1200. Daneben existierten zahlreiche Übersetzungen ins Griechische, Äthiopische und Arabische. Damit trägt diese Sibylle maßgeblich zur im abendländischen Mittelalter von weithin gehegten eschatologischen Erwartung des Friedenskaisers bei, dessen Kommen in ihr vorausgesagt wird.
- Die Eritreische Sibylle (lat. Sibylla Eritrea), ebenfalls nach einem griechischen Vorbild und war bereits dem Kirchenvater Augustinus von Hippo bekannt, der sie in De civitate Dei 18.23 erwähnt. Seit dem 12. Jahrhundert ist diese Sammlung auch weit verbreitet. Eine von Franziskanern überarbeitete Langfassung (um 1240) wird als Mittel der politischen Propaganda gegen Kaiser Friedrich II. gebraucht.
- Weniger als die Vorigen wurden die Cumanische Sibylle (lat. Sibylla Cumana) und
- die Samische Sibylle oder Delphische Sibylle (lat. Sibylla Samia/Delphica) rezipiert. Zur letztgenannten Orakelsammlung verfasste Joachim von Fiore einen Kommentar.

## Ausgaben
- Charles Alexandre: Χρησμοὶ Σιβυλλιακοί. Ed. altera ex priore ampliore contracta, integra tamen et passim aucta, multisque locis retractata. Didot, Paris 1869. Auf Archive.org
- Jörg-Dieter Gauger: Sibyllinische Weissagungen. Griechisch-deutsch. Auf der Grundlage der Ausgabe von A. Kurfeß hg. und neu übersetzt. Artemis & Winkler, Düsseldorf/Zürich 1998, ISBN 3-7608-1701-7.
- Johannes Geffcken: Die Oracula Sibyllina, GCS 8, Leipzig 1902.
- Helmut Merkel: Sibyllinen. In: Jüdische Schriften aus hellenistisch-römischer Zeit. Sibyllinen V/8. Gütersloh 1998, ISBN 3-579-03958-X.
- Friedrich Blass: Die Sibyllinen. In: Emil Kautzsch (Hrsg.): Die Apokryphen und Pseudepigraphen des Alten Testaments. Mohr (Siebeck) Tübingen 1900, Bd. 2, S. 177–217.